# L'Scooby-Doo! La música del vampir
L'Scooby-Doo! La música del vampir (títol original en anglès, Scooby-Doo! Music of the Vampire) és una pel·lícula animada de terror còmic del 2012. És la dissetena entrega de la sèrie de pel·lícules distribuïdes directament a vídeo d'Scooby-Doo. Aquesta entrega destaca per ser la primera de les pel·lícules en ser un musical. La pel·lícula es va estrenar de lloguer a través d'Amazon Video i iTunes el 22 de desembre de 2011. Es va estrenar en DVD i Blu-ray el 13 de març de 2012. Es va estrenar a Cartoon Network el 3 de març de 2012. S'ha doblat al català.